# Нижегородский масложировой комбинат
Нижегородский масложировой комбинат — крупное российское предприятие масложировой промышленности.

## История
История Нижегородского масложирового комбината начинается в 1893 году, когда Московский купец первой гильдии Зелик Мордухович Персиц построил небольшой завод по производству гарного масла. Через три года производство было расширено, и в новом каменном здании завода работало уже 8 прессов. В то время маслобойно-химический завод производил растительное масло и вазелин. Он стал первым в России заводом по переработке масла хлопкового семени.
В 1905 году, впервые в России, на заводе была организована выработка технического мыла. В 1907 году строится нефтеперегонный цех. На нём выпускались керосин, соляровое, веретённое, машинное и различные парфюмерные масла. В августе 1909 года на заводе было создано промышленное производство по переработке жидких растительных масел в твёрдые жиры по технологии гидрогенизации.

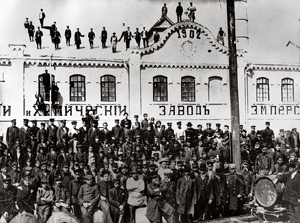
Персонал маслобойного и химического заводов З. М. Персица, сфотографированный на фоне главного корпуса. Фото 1902 года

После революции и нескольких реорганизаций, в 1934 году завод получил название — «Горьковский жиркомбинат им. С. М. Кирова». Возглавил тогда завод Р. Н. Сандлер. Под его руководством развивались новые производства, осваивались новые виды продукции. В этом же году на комбинате выпустили туалетное мыло «Банное», годом раньше освоили производство стирального порошка.
В первые месяцы войны на заводе стали изготавливать зажигательную смесь. При этом производство хозяйственного мыла не прекращалось. После войны, в 1946 году, среди мер по восстановлению народного хозяйства правительство приняло постановление о строительстве в Горьком маргаринового завода. 1 ноября 1949 года на комбинате был введён в эксплуатацию маргариновый завод. На первых порах вырабатывался безмолочный маргарин, а из кухонных жиров — гидрожир и растительное сало, затем было освоено производство молочных маргаринов. В 1951 году получена первая пробная партия майонеза «Провансаль», а в 1953 году пущен в эксплуатацию майонезный цех производительностью 2 тонны в сутки. В 1964 году по решению правительства Горьковский масложировой комбинат получил для маргаринового завода самое современное непрерывно действующее оборудование фирмы «Де Смет», шведской фирмы «Альфа Лаваль» и английской «Джонсон».
В 1968 году на комбинате началось строительство очистных сооружений с многооборотным водоснабжением. В 1969 году был выпущен пищевой саломас, соответствующий всем стандартам качества. Его стали использовать не только на самом комбинате, но и поставлять на другие маргариновые заводы страны. В 1977 год был построен цех туалетных мыл. В 1979 году был введено в эксплуатацию производство пищевых ПАВ. В 1980 году закончена реконструкция гидрогенизационного завода. В этом же году проведена реконструкция маргаринового завода.
За сотню с лишним лет небольшой заводик превратился в гигантский масложировой комбинат, оснащённый современным оборудованием.
В начале 1990-х комбинату, как и большинству отечественных производителей, пришлось нелегко. Если ранее всё, что производило предприятие, находило потребителя, то в новых условиях нижегородцы впервые почувствовали, что такое конкуренция, причём, со стороны не только иностранных, но и отечественных компаний. Изменилась и форма собственности. В 1993 году он был преобразован в открытое акционерное общество. В январе 1996 года подавляющим большинством голосов в 98 % генеральным директором акционерного общества был избран Николай Николаевич Нестеров. Коллективу была предложена программа вывода предприятия из кризиса, которая была поддержана большинством акционеров.

## Компания
В 2000 году на базе комбината начато формирование вертикально-интегрированной компании с полным производственным циклом: от переработки семян подсолнечника и получения растительного масла до производства масложировой продукции и её сбыта. По состоянию на 2010-е годы компания «НМЖК» объединяет 14 предприятий, расположенных в различных регионах России:
Сырьевой комплекс
- Екатериновский элеватор (Саратовская область), в НМЖК с 2000 года. Введен в эксплуатацию в 1984 году. Это современное предприятие, оснащенное системами, соответствующими новейшим разработкам в области хранения зерновых и масличных культур. Предприятие расположено в 150 км от Саратова, в районном посёлке Екатериновка Саратовской области.
- Пестравский элеватор (Самарская область), с 2004 года.
- Ермолаевский хлеб (Республика Башкортостан), с 2003 года.
- Большеглушецкий элеватор (Самарская область), с 2004 года.
- Борский хлеб (Самарская область), с 2003 года.
- Балашовская хлебная база (Саратовская область), с 2007 года. Предприятие было пущено в эксплуатацию в 1938 году, занимается приёмкой, сушкой, подработкой зерна.
- Урюпинский элеватор (Волгоградская область), с 2010 года.
- Сорочинский элеватор (Оренбургская область), с 2010 года.

Маслодобывающий комплекс
- Урюпинский маслоэкстракционный завод (Волгоградская область), в компании с 2008 года[9]. ОАО «Урюпинский МЭЗ» относится к группе предприятий, образующих отрасль масложировой промышленности в Российской Федерации. Предприятие было основано в 1914 году как маслобойка купца И. С. Крысина. Производит продукцию для предприятий пищевой, парфюмерной, фармацевтической, химической отраслей, а также предприятия сельского хозяйства по выращиванию животных и птицы.
- Оренбургский маслоэкстракционный завод (Оренбург), с 2002г. по 21 мая 2024 г. Основан в 1873 году купцом Е. А. Калашниковым как небольшое кустарное маслобойное производство, затем предприятие неоднократно перестраивалось, расширялось и реконструировалось. В 2000-е годы на предприятии внедрено производство по схеме «форпрессование — экстракция». АО "Оренбургский маслоэкстракционный завод" с 21 мая 2024 г.  более не являются частью структуры АО "НМЖК".
- Сорочинский маслоэкстракционный завод (Сорочинск), запущен[10] группой компаний "НМЖК"в 2015 году.

Перерабатывающий комплекс
- Нижегородский масло-жировой комбинат (Нижний Новгород).
- Самарский жиркомбинат (Самара), с 2002г. по 21 мая 2024 г. Решение о строительстве Куйбышевского жиркомбината было принято в 1946 году. Комбинат планировался как крупнейшее масложировое производство Поволжья. Строительство началось в октябре 1946 года. За три года были построены здания двух основных и двух вспомогательных цехов, смонтировано оборудование, произведены пусконаладочные работы целого комплекса по переработке растительных масел. Первая очередь Куйбышевского жиркомбината мощностью 6 тыс. тонн в год была введена в эксплуатацию в 1949 году. Предприятие одним из первых в стране освоило производство маргарина столового «Молочный». Чуть позднее комбинат начал выпускать маргарины «Сливочный» и «Витаминный». После строительства в 1987 году комплекса по производству мягких наливных маргаринов, был произведён в 1998 году запуск нового оборудования по выпуску мягких масел. АО "Самарский жиркомбинат" с 21 мая 2024 г.  более не являются частью структуры АО "НМЖК".

Сбытовой комплекс
- Торговый дом «НМЖК» (Нижний Новгород) — сбытовая структура, действующая на территории России и стран СНГ.

## Деятельность

### Бизнес-направления
- производство майонезов, соусов, маргаринов, спредов;
- производство промышленных маргаринов и жиров[11];
- производство туалетного и хозяйственного мыла;
- закупка масложирового сырья.

### Основные торговые марки
- «Ряба» (майонезы). Бренд был выведен на рынок в 1999 году.
- «Сдобри» (майонезы).
- «Астория» (соусы).
- «Хозяюшка» (маргарины и спреды). Выпускается с 1997 года. Является первым марочным маргарином в России[12].
- «Кремлёвское» (спреды).
- «Мой малыш» (мыло). Детское мыло Мой Малыш (2023, торговая сеть Золотое Яблоко)
- «Душистое облако» (мыло).

Детское мыло Мой Малыш (2023, торговая сеть Золотое Яблоко)

- «Margo» (промышленные маргарины и ингредиенты для пищевой промышленности).